# Economía de Abjasia
La economía de Abjasia está fuertemente integrada con la economía de Rusia y utiliza el rublo ruso como moneda.
Abjasia ha experimentado un modesto repunte económico desde la guerra de Osetia del Sur de 2008 y el posterior reconocimiento de Rusia de la independencia de Abjasia. Alrededor de la mitad del presupuesto estatal de Abjasia se financia con dinero de ayuda de Rusia.

## Turismo
El turismo es una industria clave y, según las autoridades de Abjasia, casi un millón de turistas (principalmente de Rusia) llegaron a Abjasia en 2007. Dado que Abjasia y Rusia han firmado un acuerdo de viaje sin visa, los titulares de pasaportes rusos no requieren una visa para ingresar a Abjasia. Los titulares de pasaportes de la Unión Europea requieren una Carta de Permiso de Entrada emitida por el Ministerio de Relaciones Exteriores en Sukhumi, contra la cual se emitirá una visa al presentar la Carta al Ministerio.

## Agricultura
La tierra fértil de Abjasia y la abundancia de productos agrícolas, como té, tabaco, vino y frutas (especialmente mandarinas), han asegurado una relativa estabilidad en el sector. La electricidad es suministrada en gran parte por la central hidroeléctrica Inguri ubicada en el río Inguri entre Abjasia y Georgia propiamente dicha y operada conjuntamente por Abjasia y georgianos.

## Comercio
Las exportaciones e importaciones en 2006 fueron de 627.2 y 3,270.2 millones de rublos respectivamente (aprox. 22 y 117 millones. Dólares estadounidenses) según las autoridades abjasias.
En julio de 2012, el Comité de Aduanas del Estado publicó por primera vez estadísticas comerciales. Informó que en el primer semestre de 2012, las importaciones tuvieron un valor de 6.748 y las exportaciones de 1.48 mil millones de rublos, lo que resultó en un déficit comercial de 4.6518 mil millones de rublos. Al mismo tiempo, mientras que las importaciones se habían mantenido prácticamente iguales (disminuyendo en un 0.2%), las exportaciones habían aumentado en un 25.8%. Los principales socios comerciales de Abjasia fueron Rusia (64%), Turquía (18%), los Estados bálticos (5%), Moldavia (2%), Alemania (2%), Ucrania (1%) y China (1%).

## Inversión extranjera
Muchos empresarios rusos y algunos municipios rusos han invertido o planean invertir en Abjasia. Esto incluye el municipio de Moscú después de que el ex alcalde de Moscú, Yury Luzhkov (en el cargo 1992-2010), firmara un acuerdo de cooperación económica entre Moscú y Abjasia. Tanto los funcionarios abjasios como los rusos anunciaron intenciones de explotar las instalaciones y recursos de Abjasia para los proyectos de construcción olímpica en Sochi en el período previo a esa ciudad sede de los Juegos Olímpicos de Invierno 2014. El gobierno de Georgia advirtió contra tales acciones, sin embargo, y amenazó con pedir a los bancos extranjeros que cierren las cuentas de compañías rusas y de personas que compran activos en Abjasia.
Las sanciones económicas de la CEI impuestas a Abjasia en 1996 permanecen formalmente vigentes, aunque Rusia anunció el 6 de marzo de 2008 que ya no participaría en ellas, declarándolas "desactualizadas, impidiendo el desarrollo socioeconómico de la región y causando dificultades injustificadas para el pueblo de Abjasia ". Rusia también pidió a otros miembros de la CEI que emprendieran pasos similares, pero se encontró con protestas de Tbilisi y con la falta de apoyo de los otros países de la CEI.
La Unión Europea ha asignado más de 20 millones de euros a Abjasia desde 1997 para diversos proyectos humanitarios, incluido el apoyo de la sociedad civil, la rehabilitación económica, la ayuda a los hogares más vulnerables y las medidas de fomento de la confianza. El proyecto más grande de la UE implica la reparación y reconstrucción de la central eléctrica de Inguri.
En abril de 2011, el gobierno de Abjasia anunció que había llegado a un acuerdo con las empresas israelíes para desarrollar el sector de la industria minera del país. La compañía global CST ha prometido proporcionar a Abjasia tecnologías militares no ofensivas, equipos de seguridad y medicamentos, así como invertir en el sector agrícola, el turismo y la minería.

## Corrupción
Según un informe de 2007 de la organización estadounidense Freedom House, la región continúa sufriendo considerables problemas económicos debido a la corrupción generalizada, el control por parte de organizaciones criminales de grandes segmentos de la economía y los continuos efectos de la guerra.